# 1054년

## 연호
- 북송(北宋) 황우(皇祐) 6년 / 지화(至和) 원년
- 요(遼) 중희(重熙) 23년
- 일본(日本) 덴기(天喜) 2년
- 서하(西夏) 복성승도(福聖承道) 2년
- 리 왕조(李朝) 숭흥다이바오(崇興大寶) 6년 / 롱투이타이빈(龍瑞太平) 원년

## 기년
- 고려(高麗) 문종(文宗) 8년
- 북송(北宋) 인종(仁宗) 32년
- 요(遼) 흥종(興宗) 24년
- 서하(西夏) 의종(毅宗) 6년
- 리 왕조(李朝) 태종(太宗) 27년 / 성종(聖宗) 원년

## 사건
- SN 1054 출현
- 동서 교회의 분열

## 탄생
- 고려 15대 국왕 숙종

## 사망
- 4월 19일 - 교황 레오 9세, 152대 로마 교황.